# Enoc (nombre)
Enoc  es un nombre propio masculino en su variante en español. Procede del hebreo אנוך y significa «dedicado». Enoc es el único  de la genealogía antediluviana del que no se dice “y murió”. Esto fue debido a que “le llevó Dios” (Génesis 5:18-24). Fue traspuesto para  no ver muerte (Hebreos 11:5).

## Origen
Enoc  es el nombre de varios personajes bíblicos del Antiguo Testamento:
- Enoc hijo de Caín y nombre de la ciudad fundada por Caín, a la que dio el nombre de su hijo (Génesis 4:17).
- Enoc hijo de Jared, engendró a Matusalén (Génesis 5: 18-24).
- Enoc hijo de Rubén, también trascrito como Hanoc (Génesis 46:9).